# Polyrhachis cephalotes
Polyrhachis cephalotes is een mierensoort uit de onderfamilie van de schubmieren (Formicinae). De wetenschappelijke naam van de soort is voor het eerst geldig gepubliceerd in 1893 door Emery.